# Aandrijflijn

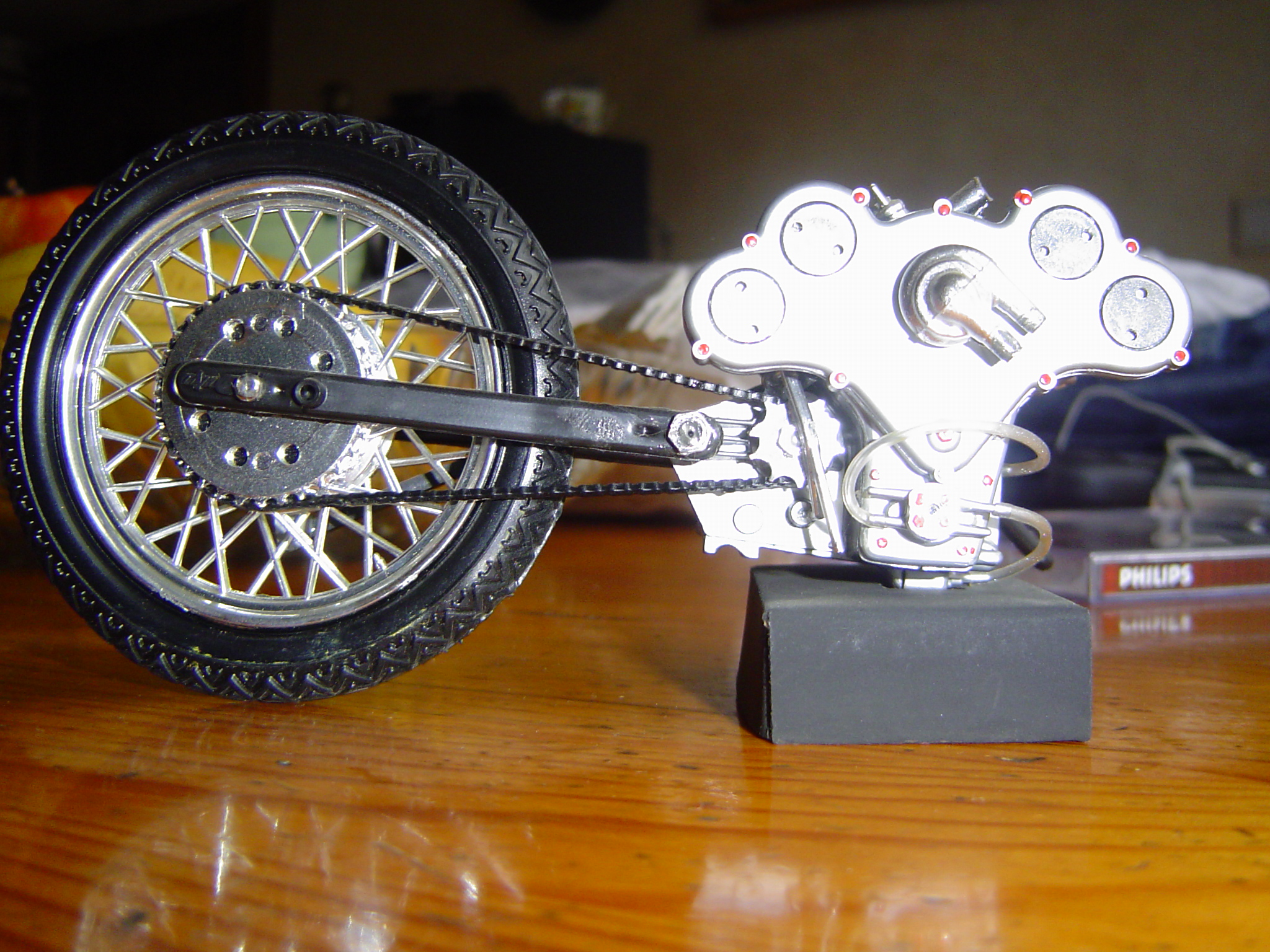
Aandrijflijn (schaalmodel) van een Moto Guzzi V-8 motorfiets: v.r.n.l. de motor, de versnellingsbak met aandrijftandwiel, de aandrijfketting en het achterwiel. De koppeling is niet zichtbaar

De aandrijflijn in een motorvoertuig is de verzamelnaam voor alle onderdelen die ervoor zorgen dat de wielen worden aangedreven.

## Onderdelen
- de motor
- de koppeling
- de versnellingsbak
- de cardanaandrijving of de aandrijfketting
- het differentieel
- de assen
- eventueel de homokinetische koppeling
- de aangedreven wielen

De constructie van de aandrijflijn is verschillend bij voor-, achter- en vierwiel- aangedreven voertuigen.